# Панченко Тамара Федотівна
Тама́ра Федо́тівна Па́нченко (27 квітня 1936, Київ) — українська архітекторка, викладачка університету. Професор (1990), доктор архітектури (1986). Народний архітектор України.

## Біографія
У 1960 році закінчила Київський інженерно-будівельний інститут. В 1960—1962 роках працювала у Державному проектному інституті «Укрдіпробудматеріали». У 1962—1963 роках працювала в Науково-дослідному інституті містобудування (Мінрегіонбуд) — спочатку науковим співробітником, згодом старшим науковим співробітником, по тому — завідувачем відділом планування та забудови курортів і зон відпочинку.
У 1967 році захистила кандидатську дисертацію на тему «Принципи планування організацій бальнеологічних курортів (на досвіді України)», 1986 року — докторську дисертацію на тему «Містобудівні засади комплексного формування курортів».
З 1968 року — член Національної спілки архітекторів УРСР. У 1980—1890 роках входила до складу правління та була керівником комісії Спілки архітекторів України, також — вченим секретарем архітектурної секції в товаристві дружби і культурних зв'язків із зарубіжними країнами.
Як автор входила до авторських колективів та керувала розробками більше як 270 наукових праць, 10 з них разом з міжнародними знавцями у галузі архітектури і містобудування.
Опубліковано 140 її праць, з них 40 книг. Серед надрукованого:
- «Міжнародні контакти у контексті вирішення спільних проблем розвитку туризму», 1997,
- «Науково-методичні аспекти організації регіональних систем туризму на базі об'єктів історико-містобудівної спадщини»,
- «Головні напрями розвитку інфраструктури туризму в Азово-Чорноморському регіоні», 1998,
- «Курортно-рекреаційна система України: сучасний стан та перспективи розвитку», 1999,
- «Актуальні аспекти організації сільського туризму (огляд проблеми та деякі рекомендації)», 2000.

### Родина
Чоловік — Любомир Пиріг (1931—2021), науковець-нефролог, доктор медичних наук. Сестра — Галина Добровольська (1927—2006), архітекторка, художниця.

## Нагороди, почесні звання
- Заслужений архітектор України (1997)
- Почесний працівник туризму (1999)
- Народний архітектор України (2007)

Нагороджена медалями «В пам'ять 1500-річчя Києва» та «Ветеран праці».